# Without a Paddle 2 - Il richiamo della natura
Without a Paddle 2 - Il richiamo della natura, noto anche come Without a Paddle - Il richiamo della natura, è un film del 2009 diretto da Ellory Elkayem.
È uno spin-off direct-to-video del film del 2004 Without a Paddle - Un tranquillo week-end di vacanza. A parte il tema di tre uomini che vivono un'avventura fluviale per trovare qualcosa, c'è poco collegamento con il primo film. Nessuno degli attori originali ha fatto ritorno in questo film.
È stato distribuito in DVD il 13 gennaio 2009.

## Trama
Zach e Ben sono due amici d'infanzia che si riuniscono dopo anni per mettersi alla ricerca di Heather, interesse amoroso di Ben ai tempi del liceo, che risulta dispersa nella foresta. A loro si uniscono anche Nigel, loro rivale britannico.

## Accoglienza

### Incassi
Con il noleggio del DVD il film ha incassato 4.422.827 dollari.